# Sárga újságírás

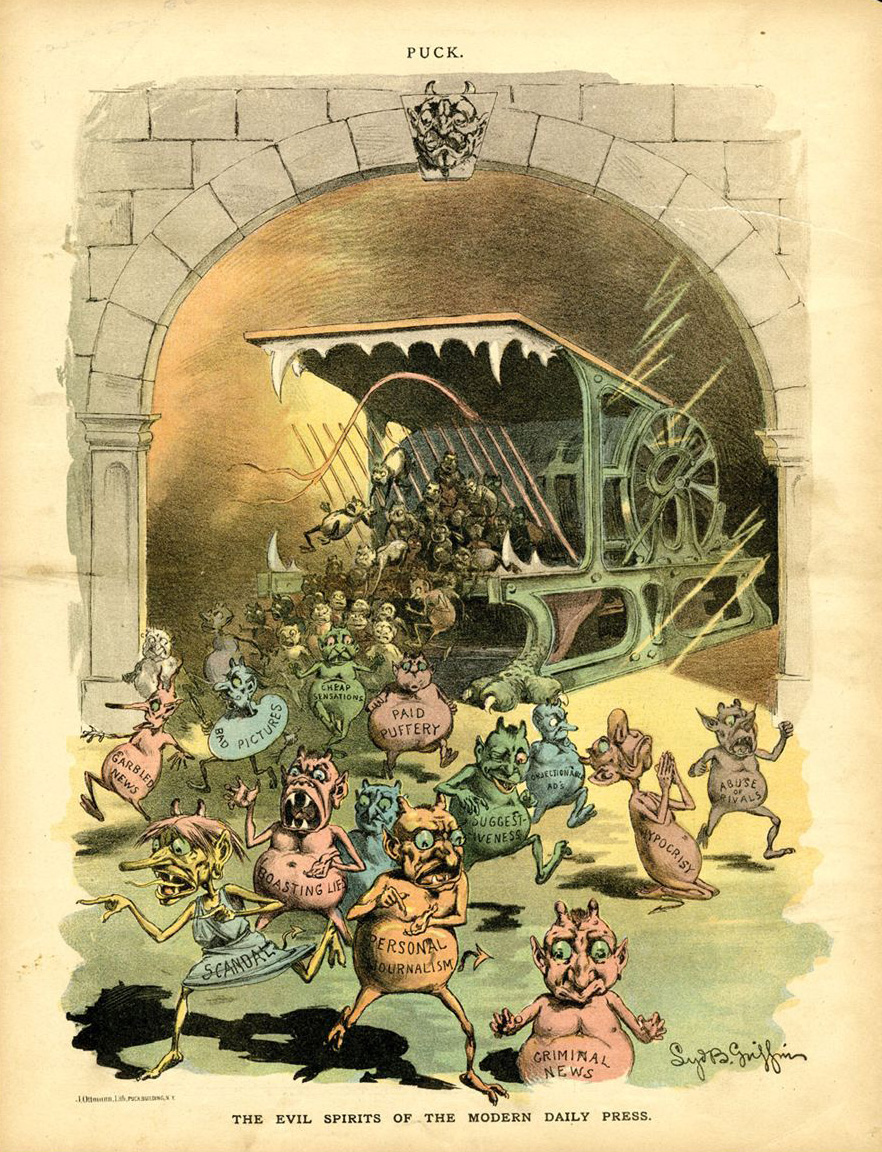
Gonosz kis nyomdai ördögök sorjáznak elő a Hoe nyomdagépből, a Puck karikatúrája 1888. november 21-én.

A sárga újságírás a botrány- és szenzációkeltésre, a soviniszta hazafiasságra és egyéb etikátlan és szakmaiatlan gyakorlatra építő újságírás pejoratív neve, a bulvárújságírás rosszalló értelmű szinonimája.
Szűkebb értelemben arra az időszakra is használják a kifejezést, amelyet az efféle újságírás eredetének tekintenek: a Joseph Pulitzer New York World és a William Randolph Hearst New York Journal című újságjai közt 1895 és 1898 között zajlott példányszámháborúra. A kritikusok mindkét újságot azzal vádolták, hogy szenzációhajhászással igyekeznek feltornászni példányszámukat, bár mindkét lap komoly cikkeket is publikált. A rosszalló „sárga újságírás” kifejezést először vetélytársuk, a New York Press használta rájuk 1897-ben. Akkor nem fejtette ki, pontosan mit fed a kifejezés, később, 1898-ban pedig már csak ennyit mondtak: „Azért neveztük őket Sárgának, mert Sárgák.” Ezt akkor már mindenki értette.

## Előzmény: a filléres sajtó
A sárga újságírás egyik előzménye az 1830-as évektől megjelent „filléres sajtó” (penny press), amely a politikusok szolgálatában álló pártlapok hagyományával szakítva a mindennapi élet botrányaira koncentrált: bűnügyekre, katasztrófákra, sporteseményekre, híres emberek ügyeire. A filléres sajtó már a szenzációra utazott, és történetei egy részét az újságírók egyszerűen kitalálták. Az újságkiadást kereskedelmi vállalkozásnak tekintette, és azért is volt szüksége a szenzációkra, hogy megfelelő példányszámot érjen el, mivel ezeket az újságokat olcsóbban adták, mint a korábbi, előfizetésekre építő pártlapokat. A penny press név a Benjamin Day által 1833-ban alapított New York Sun öröksége. A lapot az anyagilag bajba jutott Day példányonként egy pennyért árulta, hogy azok a bevándorlók is megvehessék, akiknek az előfizetésre nem telt. A filléres sajtó példányszámai és befolyása azonban még messze voltak attól, amit a század utolsó évtizedeinek sajtómágnásai elértek.

## Pulitzer kontra Hearst

### Pulitzer

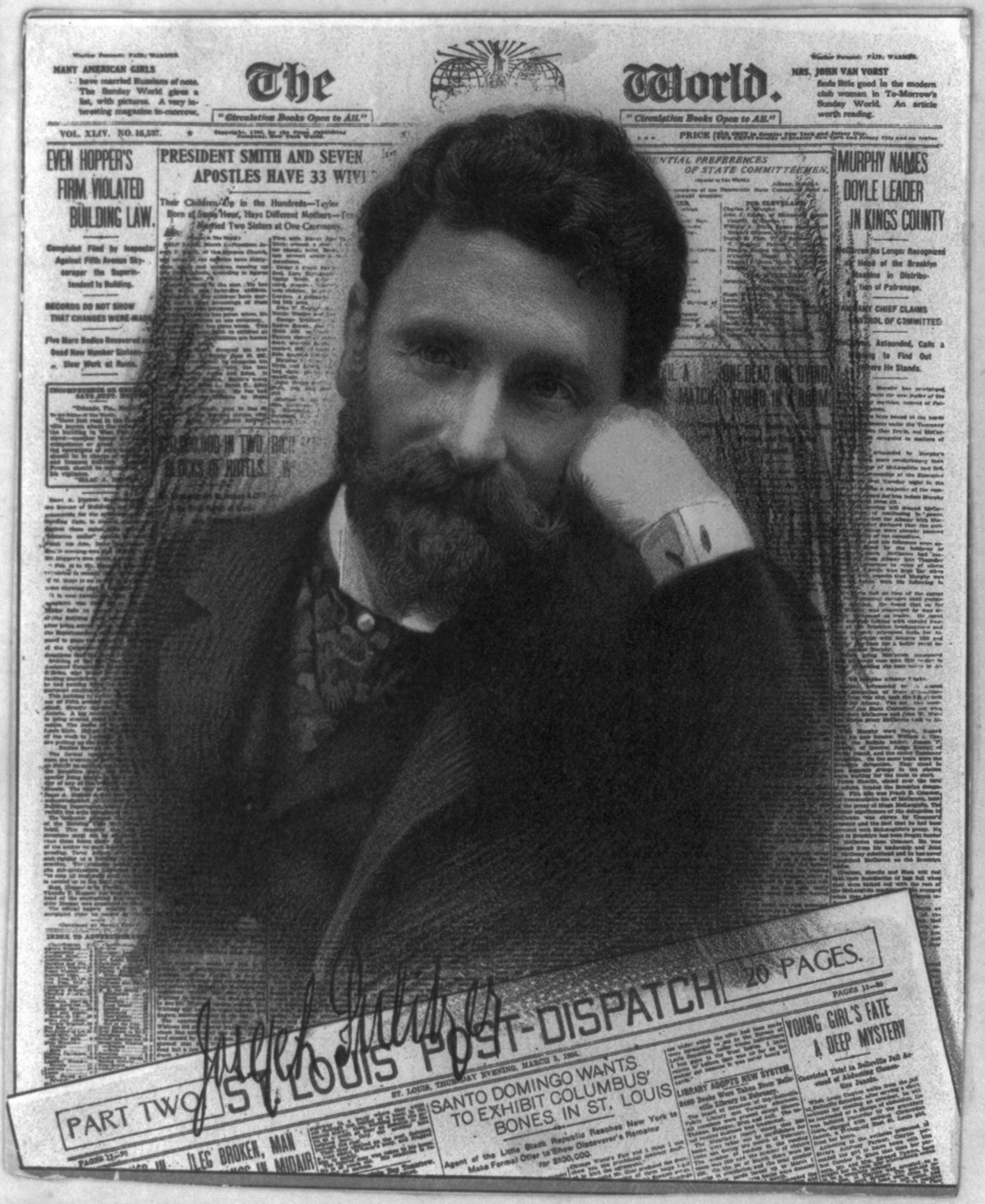
Pulitzer

1882-ben Joseph Pulitzer, a St. Louis Post-Dispatch Magyarországról bevándorolt tulajdonosa vásárolta meg a New York World című újságot. Pulitzer, már akkor rájött, hogy a nagyszámú bevándorló jelentős, eddig megszólítatlan piacot jelent, amikor St. Louisban német nyelvű újságot szerkesztett. A Worldöt az általa felismert igényeknek megfelelően szórakoztató olvasmánnyá formálta, megtöltötte képekkel, játékokkal és versenyekkel, ezzel főképp azokra az olvasókra gyakorolva nagy vonzerőt, akik az angolt második nyelvként használták. A bűnügyi történetek több oldalt töltöttek meg az újságban, ilyen címekkel: „Öngyilkos lett?”, „Kegyelemért sikoltva”. Mi több, Pulitzer csak két centet kért egy-egy újságpéldányért, és ezért 8-12 oldalnyi olvasnivalót nyújtott (a város másik két kétcentes lapjának terjedelme soha nem haladta meg a négy oldalt).
Miközben a Worldben mindig több szenzációs sztori futott, ez nem jelentette azt, hogy csak ilyenek voltak benne, vagy hogy ezek lettek volna a dominánsak. Pulitzer hitt abban, hogy az újság közintézmény, aminek a társadalom megjavítása a feladata. Például az 1883-as hőhullám idején a World újságírói elmentek Manhattan akkori nyomornegyedeibe, és cikkeket írtak a bevándorlók megdöbbentő életkörülményeiről, és arról, hogyan szenvednek a gyermekek a hőség miatt. Az olyan sztorik, mint a „Hogyan sütik a csecsemőt” reformokat indítottak el, ugyanakkor tovább emelték a World példányszámát.
Két évvel azután, hogy Pulitzer átvette, a World New York legnagyobb példányszámú lapja lett. Segítették Pulitzer szoros kapcsolatai is a Demokrata Párttal. A Pulitzer sikerére féltékeny vetélytársak keményen bírálták a World szenzációhajhász bűnügyi cikkeit, de nem vettek tudomást a komoly cikkekről.

### Hearst

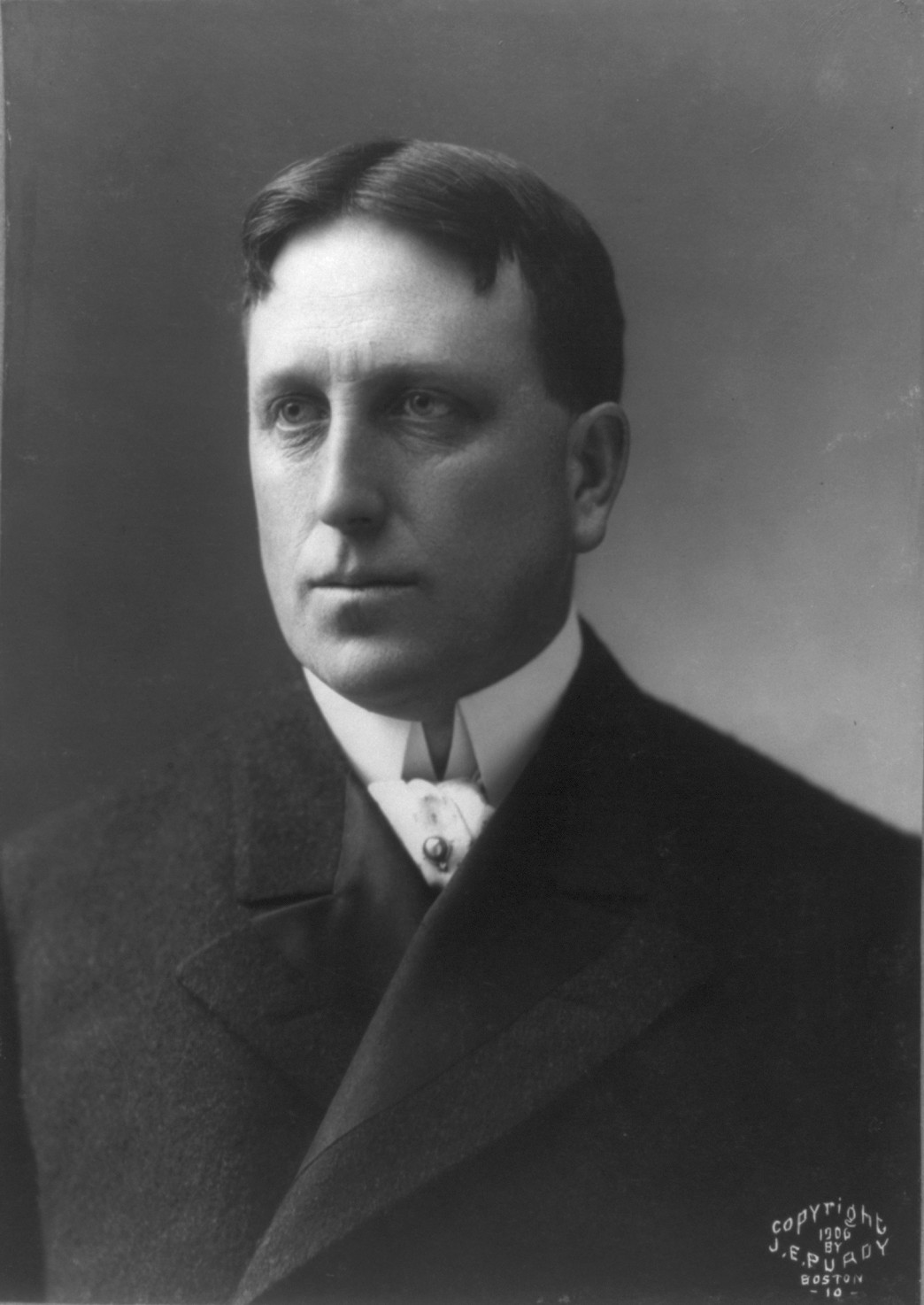
Hearst

Pulitzer sikere ugyanakkor nagy hatást gyakorolt William Randolph Hearstre, aki egy bányabirodalom örökségének a várományosa volt, és 1887-ben megkapta az apjától a San Francisco Examiner című lapot. Hearst a World olvasója volt, amikor a Harvard Egyetemre járt, és elhatározta, hogy az Examinert hasonló profilú lappá fejleszti. A vezetése alatt az Examiner a terjedelme negyedét a bűnügyi történeteknek szentelte, erkölcsi példázatokként előadva ezeket, a címoldalra pedig gyakran meztelenség került (persze 19. századi értelmű meztelenség). Ugyanakkor a nemzetközi hírekre fordított helyet is növelte a lapban, és az újságíróit ráállította a helyi korrupcióra és nem hatékony önkormányzati működésre.
A lap egyik ünnepelt cikke akkor jelent meg, amikor Winifred Black újságíró bejutott egy San Franciscó-i kórházba, és megírta, milyen kegyetlen bánásmódban részesülnek a szegény, önmagukat ellátni képtelen nők. A cikk megjelenésének reggelén kirúgták a kórház személyzetét.

### New York
Miután az 1890-es évek elején sikerre vitte az Examinert, Hearst nekilátott, hogy New Yorkban is megvesse a lábát. 1895-ben megvásárolta a New York Journal című „filléres” újságot, amelyet az előző évben Pulitzer bátyja, Albert adott el egy cincinnati kiadónak.
Az amerikai nagyvárosi lapok az 1890-es években arra törekedtek, hogy minél több hirdetésmegrendelést szerezzenek az áruházaktól, és ez annál könnyebb volt, minél nagyobb volt a példányszám. Pulitzer példáján felbuzdulva Herst egycentes áron kínálta a Journal példányait (a World két centbe került), és ezen az áron ugyanakkora mennyiségű információt kínált, mint a rivális lapok. Ez a stratégia jól működött, és amikor a Journal napi példányszáma 150 ezerre duzzadt, Pulitzer is egy centre csökkentette a saját lapja árát, abban bízva, hogy talán sikerül csődbe kényszeríteni fiatal vetélytársát. Hearst azonban ellentámadásba lendült: 1896-ban elkezdte átcsábítani a World újságíróit. A legtöbb forrás szerint ezt egyszerűen úgy érte el, hogy több pénzt kínált, de valószínűleg az is igaz, hogy Pulitzer egyre kevésbé bánt megfelelően az alkalmazottaival, és lehettek, akik egyszerűen csak meg akartak szabadulni tőle.
Bár a két lap között késélre menő volt a verseny, valójában nagyon hasonlítottak egymásra. Mindkettő a Demokrata Pártot támogatta, mindkettő szimpátiát tanusított a munkásokkal és a bevándorlókkal szemben (eltérően például Whitelaw Reid New York Tribune című lapjától), és mindkettő nagyon nagy energiát fektetett a felduzzasztott vasárnapi szám kiadásába, amelyet tulajdonképpen hetilappá fejlesztettek.
Vasárnapi szórakoztató anyagaik közé tartoztak az első színes képregényoldalak. Sokak szerint innen származik a „sárga újságírás” kifejezés, bár a New York Press nem tisztázta az először általuk használt kifejezés eredetét. A névadó a Sárga kölyök lehet, a sárga hálóinges, kopasz gyermek, Richard Outcault 1896-ban indult és gyorsan népszerűvé vált képregénysorozatának a hőse. Hearst, ahogy az várható volt, Outcaultot is átcsábította, Pulitzer azonban megbízta George Lukst, hogy a Worldben is folytassa a képregényt, így New Yorkban egyidőben két szálon is futottak a Sárga kölyök kalandjai. A szenzációhajhászás és a „sárga újságírás” azonosítása a komolyabb újságoktól ered, amelyek kommentárokat fűztek a „Sárga kölyök-lapok” tevékenységéhez.

### A spanyol–amerikai háború

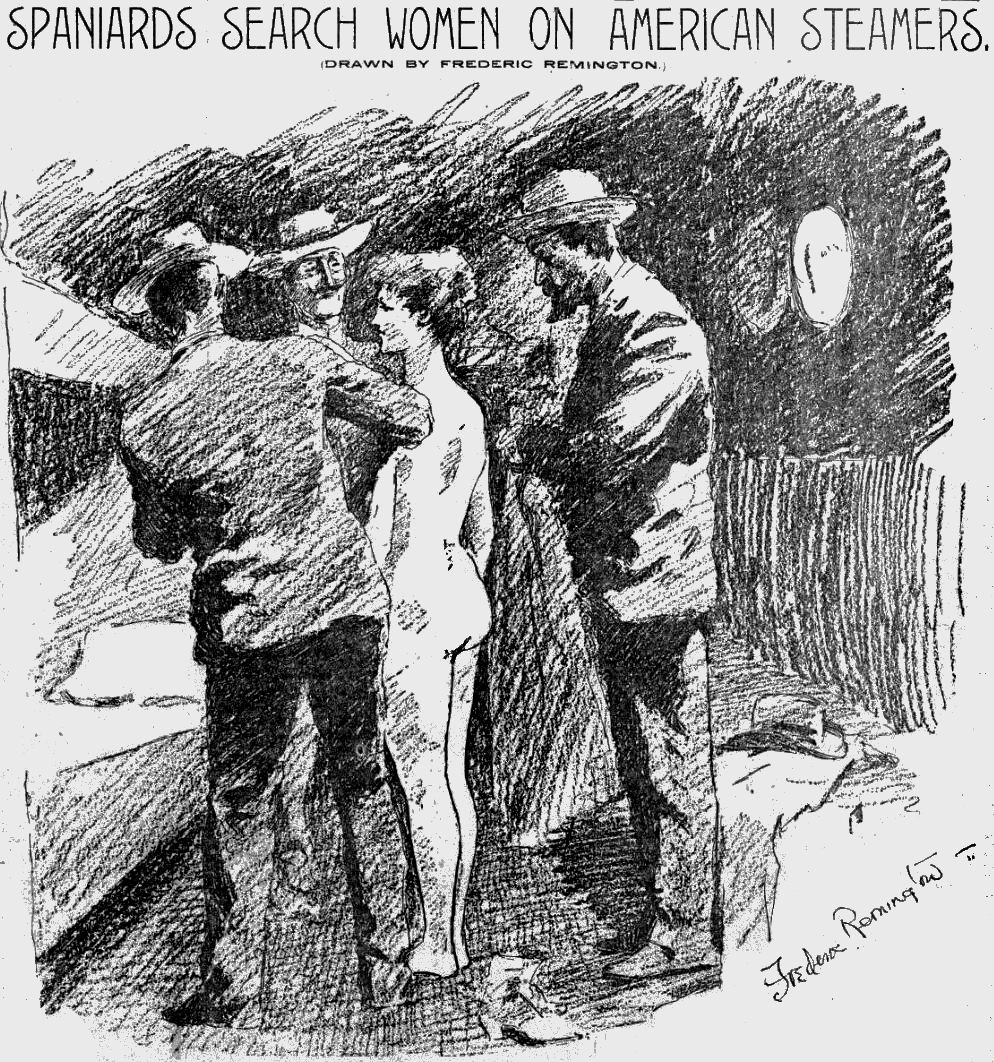
Spanyol tisztek meztelenre vetkőztetve vizsgálnak át egy amerikai turistanőt Kubában, a lázadóktól származó üzenetet keresve; címoldali kép Hearst lapjából (Remington rajza)

Pulitzert és Hearstöt gyakran vádolják azzal (vagy dicsérik azért), hogy szenzációhajhász cikkeikkel ők rángatták bele az Egyesült Államokat a spanyol–amerikai háborúba. Valójában az amerikaiak nagy többsége nem New Yorkban élt, az ott élő döntéshozók java pedig valószínűleg inkább a komolyabb lapokból tájékozódott az ügyben, mint amilyen a Times, a The Sun vagy a Post volt.
Erre a túlzó vádra a leghíresebb példa a következő apokrif történet: Frederic Remington, a Kubában tartózkodó művész azt sürgönyözte Hearstnek, hogy Kubában csend van, és hogy „nem lesz háború”. Erre Hearst a következő választ küldte: „Maradjon, kérem. Ön hozza a képeket, én a háborút.” A történet először 1901-ben bukkant fel, James Creelman újságíró visszaemlékezéseiben, és nincs rá más forrás. Az anekdotát Orson Welles is felhasználta a Hearst története által ihletett filmjében (Aranypolgár).
Kétségtelen, hogy miután Kubában 1895-ben háború tört ki, Hearst a háború nagy hívévé vált. A kubaiak erényeiről és a spanyolok brutalitásáról szóló történetek dominánssá váltak az újságja első oldalán. A beszámolók kétes pontosságúak voltak, de a 19. század végi olvasó nem is feltétlenül igényelte, hogy a történetek teljesen igazak legyenek.

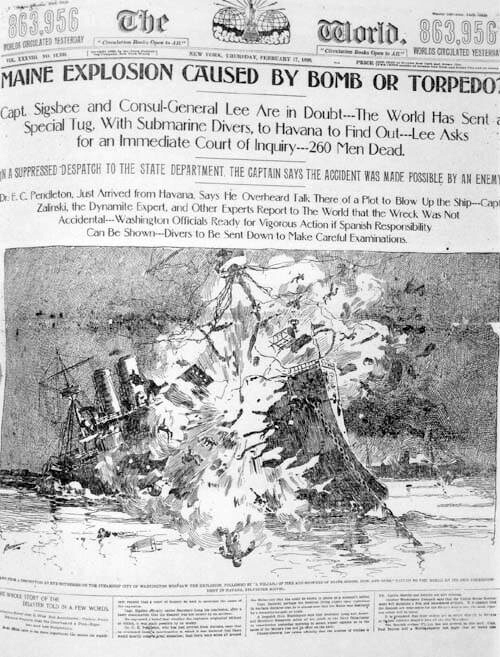
Pulitzer és a World verziója a szörnyű robbanást hangsúlyozta

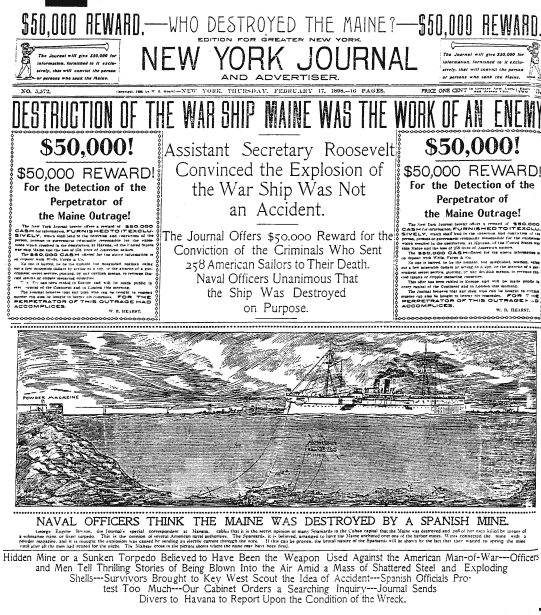
Hearst sztorija a bombát elhelyező ellenségre koncentrált, és így hatásosabb volt

Pulitzer szintén a címlapon tartotta a témát. A sárga sajtó nagy terjedelemben és gyakran pontatlanul számolt be a kubai forradalomról, de a körülmények Kubában kétségkívül borzasztóak voltak. A sziget mély gazdasági válságban szenvedett, és Valeriano Weyler spanyol tábornok, akit a lázadás leverésére küldtek, lágerekbe zsúfoltatta a kubai parasztokat, százezrek halálát okozva. Miután Hearst két évig sürgette a hadba lépést, mikor ez megtörtént, sietett learatni a sikert. Egy héttel azután, hogy az Egyesült Államok hadat üzent Spanyolországnak, az első oldalon ezzel a címmel jelent meg cikk: „Hogy tetszik a Journal háborúja?” Valójában azonban William McKinley elnök sohasem olvasta a Journal-t, miközben az olyan újságok, mint a Tribune vagy a New York Evening Post – mindkettő erősen republikánus érzelmű – önmegtartóztatásra hívták fel a kormányzatot. Az ország más részeiben kiadott újságok sem követték ez ügyben a New York-i sárga sajtó álláspontját. A Journal és a World sztorijai nem sok hullámot vertek New Yorkon túl. A hadüzenet egyszerűen azért született meg, mert a közvélemény belefáradt a vérontásról szóló hírekbe, a konzervatív vezetők pedig, mint McKinley, ráébredtek, hogy Spanyolország ténylegesen elvesztette Kubát.
Amikor az amerikai invázió megkezdődött, Hearst Kubába vitorlázott, hogy maga tudósítson az eseményekről. Józan és pontos beszámolókat küldött a lapjának. Creelman később a következőképp dicsérte meg a spanyol elnyomást feltáró cikkek íróit: „A háború igaz története… nem írható meg anélkül, hogy elismernénk, bármit is ért el a spanyol–amerikai háború az igazság, a szabadság és a haladás érdekében, az azon sárga újságírók vállalkozókedvének és kitartásának köszönhető, akik közül sokan most jeltelen sírokban fekszenek.”